# Dolo (Burkina Faso)
Dolo è un dipartimento del Burkina Faso classificato come comune, situato nella provincia di Bougouriba, facente parte della Regione del Sud-Ovest.
Il dipartimento si compone del capoluogo e di altri 13 villaggi: Bèkoro, Bohéro, Diagnon, Dolindia, Goumpologo, Hèllèlè, Milkpo, Nicéo, Nouvielgane, Olbontouné, Saptan, Soussoubro e Tinkiro-Lobi.